# 季佳特基
51°6′45″N 30°8′43″E / 51.11250°N 30.14528°E
季佳特基是位於烏克蘭北部的村莊，由基辅州维什霍罗德区的伊萬基夫市鎮負責管轄。該村面積2.1平方公里，海拔高度126米，2001年人口571，人口密度每平方公里271.9人。